# Franco de Soleura
El franco fue la moneda del cantón suizo de Soleura entre 1798 y 1850. Se subdividía en 10 Batzen, cada batzen se fraccionaba en 4 Kreuzer o 10 Rappen.

## Historia
El franco suizo era la moneda de la República Helvética desde 1798. Pero este país paralizó la acuñación de su moneda en 1803. En esa situación, este cantón comenzó a acuñar sus propias monedas entre 1805 y 1830. En 1850, el franco suizo fue reintroducido, a una tasa de cambio de 1 ½ de francos suizos = 1 Franco de Friburgo.

## Monedas
Se acuñaron en vellón monedas de 1, 2½ (equivalente a 1 Kreuzer), 5 Rappen y 1 Batzen. También se elaboraron numismas en plata valuadas en 5 Batzen, 1 y 4 Francos. Luego se agregaron en oro los valores de 8, 16 y 32 francos